# Ле-Пузен
Ле-Пузе́н (фр. Le Pouzin, окс. Lo Polzin) — коммуна во Франции, находится в регионе Рона — Альпы. Департамент коммуны — Ардеш. Входит в состав кантона Шомерак. Округ коммуны — Прива.
Код INSEE коммуны 07181.
Коммуна расположена приблизительно в 500 км к югу от Парижа, в 115 км южнее Лиона, в 12 км к востоку от Прива.

## Климат
Климат средиземноморский. Лето жаркое и сухое, зима мягкая, весна и осень дождливые. Среднее количество осадков — 900 мм/год.

## Население
Население коммуны на 2008 год составляло 2877 человек.
| 1962 | 1968 | 1975 | 1982 | 1990 | 1999 | 2008 |
| ---- | ---- | ---- | ---- | ---- | ---- | ---- |
| 2477 | 2555 | 2628 | 2720 | 2693 | 2704 | 2877 |

## Администрация
| Период | Период | Фамилия        | Партия                              | Должность                                            |
| ------ | ------ | -------------- | ----------------------------------- | ---------------------------------------------------- |
| 1989   | 1995   | Марселлин Дюма | Французская коммунистическая партия | член генерального совета кантона Шомерак (1976—1994) |
| 1995   |        | Ален Мартен    | SE                                  | член генерального совета кантона Шомерак (с 1994)    |

## Экономика
В 2007 году среди 1778 человек в трудоспособном возрасте (15-64 лет) 1249 были экономически активными, 529 — неактивными (показатель активности — 70,2 %, в 1999 году было 66,8 %). Из 1249 активных работали 1037 человек (582 мужчины и 455 женщин), безработных было 212 (101 мужчина и 111 женщин). Среди 529 неактивных 153 человека были учениками или студентами, 144 — пенсионерами, 232 были неактивными по другим причинам.

## Достопримечательности
- Римский мост (II век). Исторический памятник с 1998 года[3]
- Руины средневекового монастыря Сен-Пьер-де-Ромпон. Исторический памятник с 1927 года[4]
- Протестантская церковь (1956) и церковь Сен-Маделен (1958)
- Мост через Рону, длина — 292 м, вес — 2000 т.

## Фотогалерея
- Ле-Пузен
- Мост через Рону
- Римский мост
- Руины монастыря Сен-Пьер-де-Ромпон
- Улица Оливье-де-Сер